# Orodrom
Orodrom (Orodromeus) – rodzaj roślinożernego dinozaura ptasiomiednicznego z rodziny hipsylofodontów (Hypsilophodontidae); jego nazwa oznacza „górski biegacz”.
Żył w okresie późnej kredy (ok. 75–65 mln lat temu) na terenach Ameryki Północnej. Długość ciała wynosiła około 1,7 m. Starsze źródła szacują ją na 2,5 m, ale są to szacunki niezgodne z faktem, że stosunek długości kości udowej do długości ciała u hipsylofodonów wynosi 1/10. Stosunek kości udowej do piszczelowej wskazuje, że zwierzę to mogło szybko biegać – być może nawet z prędkością dochodząca do 70 km/h. Wokół szczątków orodroma znaleziono 19 jaj. Początkowo uznano je za należące do orodroma, ale badania embrionów wykazały, że owe jaja w rzeczywistości należały do troodontów. Orodrom żył w Montanie w towarzystwie takich dinozaurów jak np. daspletozaur, einiozaur, troodon czy majazaura. Miał trójpalczaste stopy i czteropalczaste dłonie. Duże oczodoły świadczą o dobrym wzroku tego małego roślinożercy.